# Tanjung Bulan (Kota Agung)
Tanjung Bulan is een bestuurslaag in het regentschap Lahat van de provincie Zuid-Sumatra, Indonesië. Tanjung Bulan telt 825 inwoners (volkstelling 2010).